# Blodets röst
Blodets röst (en suec La veu de la sang) és una pel·lícula muda dramàtica sueca del 1913 dirigida per Victor Sjöström.

## Repartiment
- Greta Almroth - Ruth
- John Ekman
- Richard Lund - Lander
- Victor Sjöström - Daniel Barkner
- Ragna Wettergreen - Louise Barkner

## Producció
La pel·lícula es va estrenar el 7 de setembre 1913 al Verdensspeilet d'Oslo (aleshores encara es deia Kristiania) a Noruega i es va estrenar a Suècia el 22 de setembre a cinema Cosmorama a Göteborg. La pel·lícula va ser rodada a l'estudi del Biografteatern a Lidingö amb exteriors de Djurgården a Estocolm per Henrik Jaenzon.